# Sheryl James
Pour les articles homonymes, voir James.
Sheryl James, née le 11 février 1986 à Pretoria, est une athlète handisport sud-africaine concourant en sprint T37 pour les athlètes ayant une infirmité motrice cérébrale.

## Carrière
James est née avec une paralysie cérébrale et une hémiplégie au niveau de la partie droite de son corps dû à un manque d'oxygène à la naissance. Elle commence le sport de haut niveau en 2018 à 32 ans.
Aux Jeux paralympiques d'été de 2020, elle remporte la médaille de bronze du 400 m T37 en battant son record personnel en 1 min 03 s 82 derrière la Chinoise Jiang Fenfen (1 min 01 s 36) et l'Ukrainienne Natalia Kobzar (1 min 01 s 47). Quelques jours plus tard, elle termine 5e du 100 m T37 et 4e du 100 m T37.

## Palmarès

### Jeux paralympiques
- Jeux paralympiques d'été de 2020 à Tokyo :
  -  400 m T37

### Championnats du monde
- Championnats du monde 2019 à Dubaï :
  -  400 m T37